# مهد سلي
المَهْد السَلِّيّ أو المهد هو سرير مخصص للأطفال منذ الولادة وحتى نحو بلوغهم الشهر الرابع من عمرهم.

## طالع المزيد
- سرير الرضيع
- نقل الطفل